# María Eloy-García
María Eloy-García (Málaga, 1972) es una poetisa española. En 2001, fue galardonada con el premio de poesía Carmen Conde.

## Trayectoria
Se licenció en Geografía e Historia. Como poeta en sus publicaciones hay dos ediciones de Cuánto dura cuánto (2007), las de Metafísica del trapo (2001) y Diseños experimentales (1997). Además con sus poemas ha colaborado en varias antologías de poesía española y en revistas como Litoral, El maquinista de la generación, Laberinto, Nayagua, Zurgai, y la edición digital de Fósforo. Así mismo, coordina la colección de poesía Puerta del mar del Centro de Ediciones de la Diputación de Málaga, CEDMA.
Ha sido traducida al inglés, portugués, gallego, griego y macedonio.

## Obra seleccionada
Ha publicado el libro de poesía Metafísica del trapo (2001) y ha sido incluida en las recopilaciones Hablando en plata (2005), Todo a cien (2005), 33 de Radio 3 (2004), Limitada voz (2003), Del paraíso a la palabra, Poetas malagueños del último medio siglo (1952-2002) (2003), Poetisas españolas, Antología general (2002), Poesía Española. Años 90 (2000), Feroces. Radicales, marginales y heterodoxos en la última poesía española (1998) entre otras. Pandoras Poesía alternativa española, ed. Baile del Sol, Tenerife, Islas Canarias, 2009, Mujeres en su tinta. Poetas españolas en el siglo XXI, ed. Atemporia, Méjico, 2009, Puta poesía, ed. Luces de gálibo, Gerona, 2010, Cuánto dura cuánto, 2ª edición, ed. El Gaviero, Almería 2010, Cuánto dura quanto, Lupo editore, Copertino (Lecce, Italia), 2011. Traducción de Angelo Nestore, Antología Último ahora. Quince poetas, Izana ediciones, Madrid 2013, Los cantos de cada cual, Arrebato libros, Madrid 2013, Inversa, 44 poetas españolas contemporáneas. 2014, Disidentes. Antología de poetas críticos españoles (1990-2014) La oveja roja, Madrid 2015.

## Reconocimientos
- En 1988, I Premio Ateneo de la Universidad de Málaga.[10]
- En 1999, Mención especial en la Muestra de Jóvenes Creadores, Málaga[11]
- En 2001 el I Premio de poesía Carmen Conde de Ediciones Torremozas de Madrid.